# Bruce Springsteen
Bruce Frederick Joseph Springsteen, també conegut amb el nom de The Boss (Long Branch, Nova Jersey, EUA, el 23 de setembre del 1949), és un cantant, compositor i guitarrista de rock estatunidenc.
Ha publicat 21 àlbums d'estudi durant una carrera de sis dècades, la majoria dels quals compta amb la seva banda de suport, la E Street Band. És un creador del heartland rock, un gènere que combina la música rock convencional amb lletres poètiques i socialment conscients que expliquen una narració sobre la vida de la classe treballadora estatunidenca. La intensitat dels seus enregistraments i concerts amb la E Street Band el converteixen en un dels artistes més carismàtics del món del rock. Ha estat considerat al costat de la E Street Band com la millor banda en directe de tots els temps.
Springsteen ha venut més de 150 milions de discos a tot el món i més de 64 milions d'àlbums als Estats Units. Això el converteix en un dels artistes musicals amb més discos venuts arreu. Ha guanyat nombrosos premis pel seu treball, inclosos 20 premis Grammy, dos Globus d'Or, un premi de l'Acadèmia i un premi Tony (per Springsteen on Broadway). Springsteen va ser inclòs tant al Saló de la Fama dels Compositors com al Saló de la Fama del Rock and Roll el 1999. Va rebre el Kennedy Center Honors el 2009 i va ser guardonat amb la Medalla Presidencial de la Llibertat pel president Barack Obama el 2016. Es troba en el lloc número 23 de la llista dels millors artistes de tots els temps de la revista Rolling Stone.

## Primers anys
Nascut a Long Branch al si d'una família modesta el 23 de setembre de 1949, Bruce Springsteen va créixer a Freehold.
Springsteen va assistir a l'escola catòlica St. Rose de Lima a Freehold, on estava en desacord amb les monges i es va rebel·lar contra les restriccions que se li imposaven, tot i que algunes de les seves cançons posteriors reflectien un ethos catòlic i incloïa himnes catòlics irlandesos amb un toc de música rock. En una entrevista del 2012, va explicar que va ser la seva educació catòlica, més que no pas la seva ideologia política, el que va influir més en la seva música. Va dir que la seva fe li havia donat una «vida espiritual molt activa», però va fer broma dient que això «ho va fer sexualment molt difícil» i va afegir «un cop catòlic, sempre catòlic». Va créixer escoltant el cantant de Nova Jersey Frank Sinatra a la ràdio, i es va interessar per ser músic des de l'edat de set anys, quan va veure les actuacions d'Elvis Presley a The Ed Sullivan Show el 1956 i el 1957. Poc després, la seva mare li va llogar una guitarra de Mike Diehl's Music a Freehold per 6 dòlars a la setmana, però no va obtenir-ne fruit tan de pressa com hauria desitjat. A l'edat de 13 anys va comprar la seva primera guitarra per 18,95 dòlars després de veure els Beatles. Als 16, la seva mare va aconseguir un préstec per comprar-li una guitarra Kent que costava 60 dòlars, esdeveniment que va rememorar en la seva cançó "The Wish" (El desig). El 1965, va esdevenir guitarrista al grup The Castiles, i, després, també va assumir-hi el paper de vocalista principal.
A novè grau, Springsteen va començar a assistir a l'institut públic Freehold, però tampoc hi va encaixar. Un antic professor va dir que era un «solitari que no volia res més que tocar la seva guitarra». Es va graduar el 1967, però es va sentir tan alienat que es va saltar la seva cerimònia de graduació. Va assistir breument a l'Ocean County College, però va abandonar els estudis. Quan va ser reclutat als 19 anys, Springsteen va fracassar en l'exploració física i va evitar anar a la Guerra del Vietnam per la commoció cerebral que havia patit en un accident de moto dos anys abans. Això i el seu comportament a la conscripció van fer que no fos acceptat per a dur a terme el servei. El 1969, quan tenia 20 anys, els pares i la germana de Springsteen, Pamela, es van traslladar a San Mateo, Califòrnia; ell i la seva germana Virginia, que estava casada i embarassada, es van quedar a Freehold.

## Carrera

### Primers anys (1965-1972)

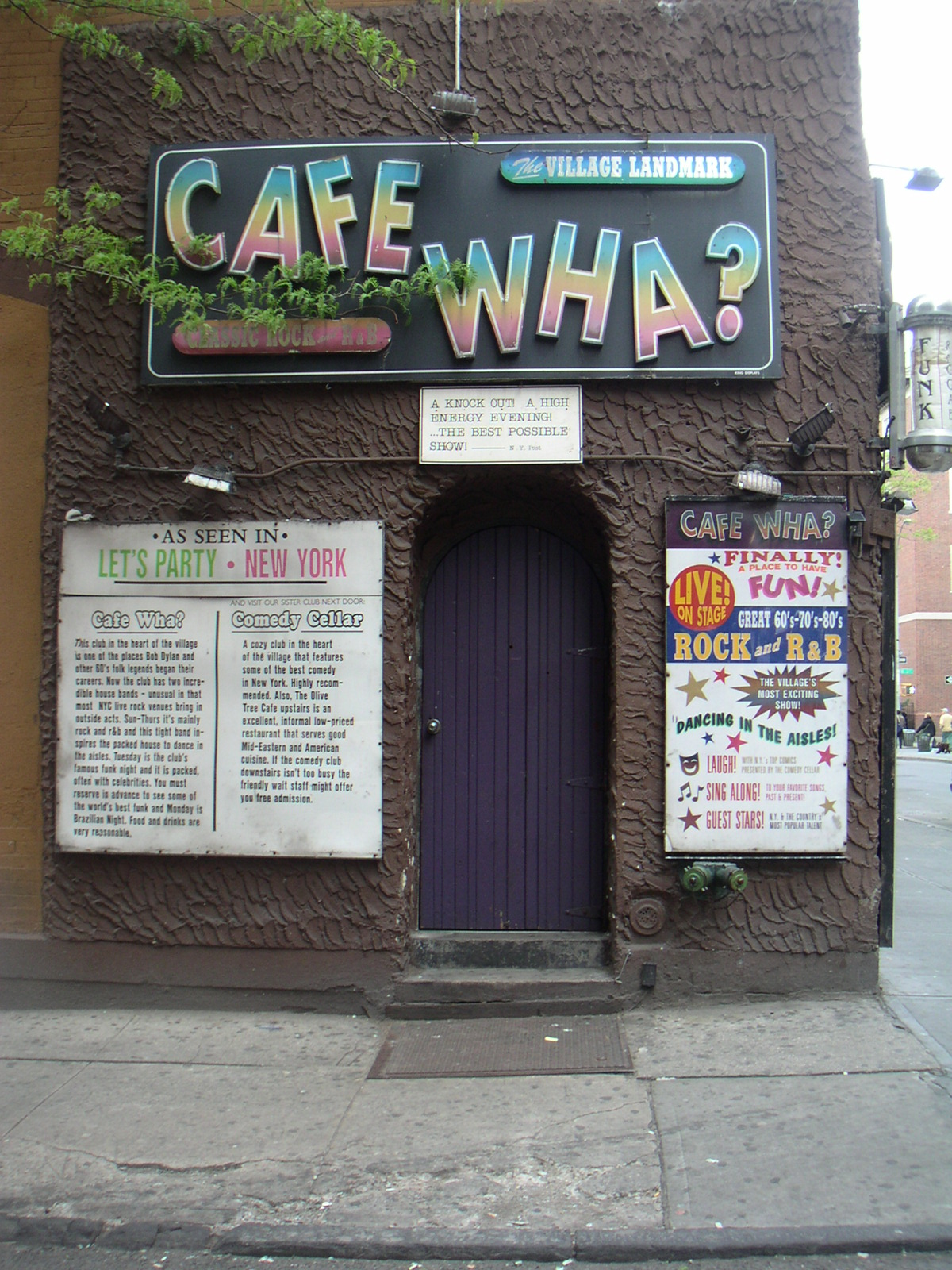
L'entrada del Cafe Wha? al Greenwich Village de Nova York.

El 1965, va anar a la casa de Tex i Marion Vinyard, que patrocinaven bandes joves de la ciutat. El van ajudar a convertir-se en el guitarrista principal i, posteriorment, en un dels cantants de The Castiles. La banda va gravar dues cançons originals en un estudi de gravació públic a Brick Township i va tocar a diversos llocs, incloent el Cafe Wha? a Greenwich Village; Marion Vinyard va dir que va creure en el jove Springsteen quan va prometre que el faria un dels grans. A finals de la dècada de 1960, Springsteen va formar part breument d'un power trio conegut com a Earth, tocant en clubs de Nova Jersey, amb un espectacle important a l'Hotel Diplomat de Nova York.
Des de 1969 fins a principis de 1971, Springsteen va actuar amb la banda Child, que més tard va canviar el seu nom a Steel Mill i va incloure-hi Danny Federici, Vini Lopez, Vinnie Roslin, i més tard Steve Van Zandt i Robbin Thompson. Durant aquest temps, van actuar regularment a llocs de Jersey Shore, especialment The Stone Pony. També van tocar a Richmond, Virginia, Nashville, Tennessee i California, on van aconseguir èxit ràpidament. Una ressenya del San Francisco Examiner del seu programa a The Matrix, per part del crític musical Philip Elwood, va donar a Springsteen credibilitat com a jove promesa. En la seva brillant valoració de Steel Mill, Elwood va escriure que «mai havia estat tan aclaparat per un talent totalment desconegut» i va anomenar la banda «la primera gran cosa que li va passar a Asbury Park des que el vaixell Morro Castle es va cremar a la línia de flotació d'aquella platja de Jersey l'any 1934.» Elwood va elogiar la «musicalitat cohesionada» de la banda i, en particular, va destacar Springsteen com «un compositor impressionant». A San Mateo, Steel Mill va gravar tres cançons originals de Springsteen a Pacific Recording.
Mentre Springsteen buscava donar forma a un estil musical líric, únic i genuí, va actuar amb les bandes Dr. Zoom & the Sonic Boom de principi a mitjan 1971, la Sundance Blues Band a mitjan 1971, i la Bruce Springsteen Band de mitjan 1971 a mitjan 1972. La seva prolífica capacitat per escriure cançons incloïa, com el seu futur segell discogràfic ho descriuria en les primeres campanyes de publicitat, «més paraules en algunes cançons individuals que altres artistes en àlbums sencers». Gràcies a les seves habilitats, va atraure l'atenció de diverses persones que van resultar influents en el desenvolupament de la seva carrera, inclosos els nous directius Mike Appel i Jim Cretecos, que al seu torn van cridar l'atenció del caçador de talents de Columbia Records John Hammond. Hammond va audicionar Springsteen el maig de 1972.

### Primers discs (1972-1974)
L'octubre de 1972, Springsteen va formar una nova banda per a l'enregistrament del seu àlbum de debut, Greetings from Asbury Park, N.J. La banda finalment es va fer coneguda com a E Street Band, encara que el nom no es va utilitzar fins al setembre de 1974. Springsteen va adquirir el sobrenom de "The Boss" durant aquest període, ja que va assumir la tasca de cobrar la paga nocturna de la seva banda i distribuir-la entre els seus companys de banda. El sobrenom també va sorgir dels jocs de Monopoly que Springsteen jugava amb altres músics de Jersey Shore.
El primer disc va vendre amb prou feines 25.000 còpies i va tenir poca acollida per la crítica tot i la presència de cançons com "Spirit In The Night" o "Blinded By The Light". El seu següent disc va ser The Wild, the Innocent & the E Street Shuffle editat el setembre de 1973, el qual va tenir una repercussió més gran amb temes destacats com "Rosalita (Come Out Tonight"), "Incident on 57th street" o "New York City Serenade". Aquests dos discs es van caracteritzar per cançons llargues i denses amb gran expressivitat en les lletres.
L'any 1974, el crític musical Jon Landau, després d'assistir a un dels seus concerts va escriure una frase que passaria a la història de la música: «I en una nit en la qual necessitava sentir-me jove, ell em va fer sentir com si estigués escoltant música per primer cop. He vist el futur del rock and roll, i el seu nom és Bruce Springsteen». Landau va ajudar a acabar l'èpic nou àlbum Born to Run (1975) i posteriorment es va convertir en el gerent i productor de Springsteen.

### Born to Runi estrellat (1975-1983)
Born to Run va ser el seu primer èxit de públic i crítica. L'àlbum conté algunes de les millors composicions de la carrera de Springsteen, i al seu torn de la història del rock. Es tracta de temes com Born to Run, Jungleland, Backstreets o Thunder Road.

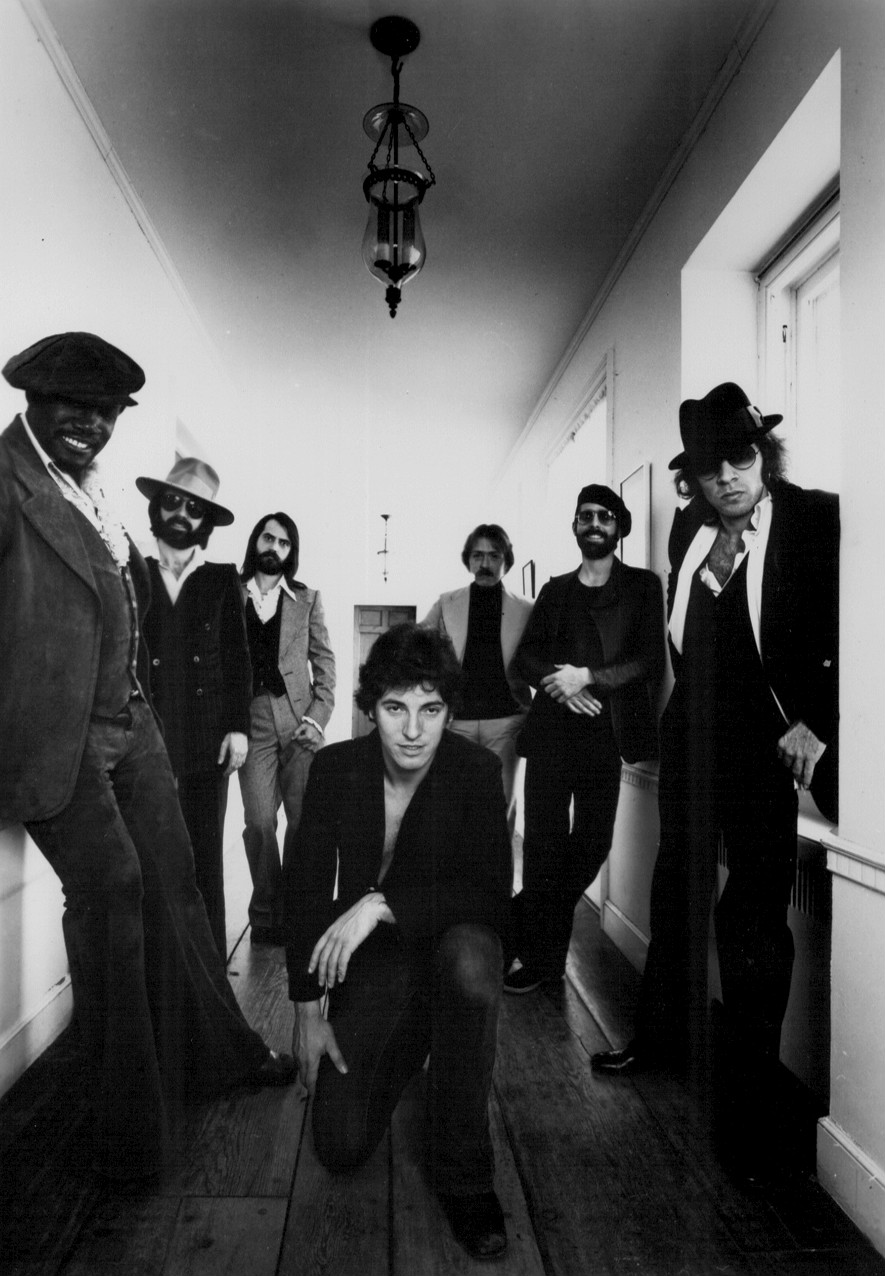
Bruce Springsteen amb l'E Street Band el 1977.

Born to Run va ser número 1 als Estats Units segons la revista Record World i número 3 a la llista Billboard 200, i va aconseguir convertir-se en un dels referents americans del rock urbà. L'octubre de 1975, Springsteen va aparèixer a les portades de Newsweek i de Time la mateixa setmana. L'onada de publicitat va ser tan gran que finalment s'hi va rebel·lar durant la seva primera aventura a l'estranger, esquinçant cartells promocionals abans d'un concert a Londres.
Una batalla legal amb l'antic mànager Mike Appel pels drets de les seves cançons, va mantenir Springsteen fora de l'estudi durant gairebé un any, durant el qual va mantenir l'E Street Band unida a través d'extenses gires pels Estats Units.
Una vegada guanyat el judici, i quan semblava que el seu enlairament havia estat frenat, va gravar i llançar, el 1978, Darkness on the Edge of Town, un dels millors discs de la seva carrera i el començament de la millor etapa com a poeta urbà, amb històries escruixidores sobre els perdedors de la societat. És un disc molt diferent de Born to Run, sobretot pel que fa a la temàtica.
A finals de la dècada dels anys setanta, Springsteen es va guanyar una reputació com a compositor de material que podria proporcionar èxits per a altres bandes. Manfred Mann's Earth Band va aconseguir un èxit pop número 1 als Estats Units, amb una versió molt reordenada de "Blinded by the Light" de Greetings, a principis de 1977. Patti Smith va arribar al número 13 amb la seva versió de l'inèdit "Because the Night" de Springsteen amb lletra revisada per Smith, el 1978. The Pointer Sisters va aconseguir el número 2 el 1979 amb el llavors inèdit "Fire". Entre 1976 i 1978, Springsteen va proporcionar quatre composicions a Southside Johnny & the Asbury Jukes, incloent "The Fever" i "Hearts of Stone", i va col·laborar en quatre més amb Steven Van Zandt, productor dels seus tres primers àlbums.

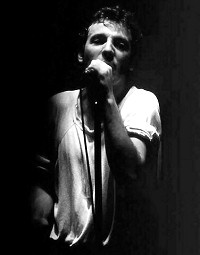
Springsteen en concert durant la promoció del seu àlbum The River a Drammen, Noruega, el 5 de maig de 1981.

Springsteen va continuar centrant-se en la vida de la classe treballadora amb l'àlbum doble de vint cançons The River (1980), que el va catapultar al seu primer número u a les llistes d'àlbums pop de Billboard. Això va representar una torrentada de rock and roll i expressivitat, que el van portar al cim. També va obtenir el seu primer senzill "top ten" com a intèrpret, "Hungry Heart".
Tanmateix, quan tothom esperava continuïtat en la seva música, va llançar Nebraska (1982), un disc intimista, acústic, gravat pel mateix Springsteen amb un vuit pistes en una habitació de casa seva. La idea era gravar més endavant aquestes cançons amb la E Street Band, però el guitarrista de la banda Steven Van Zandt li va recomanar que el deixés tal com estava, a desgrat de Jon Landau i la seva discogràfica, que esperaven un disc més comercial. Curiosament, mentre qualsevol altre músic hauria estat destrossat per la crítica, Springsteen en va sortir reforçat.

### Born in the U.S.A.i fenomen cultural (1984-1986)
Va ser a mitjan anys vuitanta quan es va convertir en una estrella internacional i en un ídol de la cultura popular dels Estats Units, gràcies al seu disc Born in the U.S.A. (1984), un disc que recuperava la línia dels àlbums anteriors a Nebraska i que es va convertir en el més venut de Springsteen, amb 15 milions de còpies arreu del món.
La cançó que li dona títol era una crítica amarga al tractament dels veterans del Vietnam, alguns dels quals eren amics de Springsteen. Les lletres dels versos eren del tot inequívoques quan s'escoltaven, però la música de la tornada i el títol de la cançó dificultaven a molts, des dels polítics fins a la gent comuna, aconseguir la lletra, excepte les del cor, que es podien llegir de moltes maneres. La cançó va tenir un gran impacte polític, ja que defensava els drets de l'obrer comú.
La cançó va ser àmpliament malinterpretada com a jingoista, i en relació amb la campanya presidencial de 1984 es va convertir en diana de considerable mirada folklòrica. El 1984, el columnista conservador George Will va assistir a un concert de Springsteen i després va escriure una columna lloant l'ètica laboral de Springsteen. Sis dies després d'imprimir la columna, en una manifestació de campanya a Hammonton, el president Ronald Reagan va dir: «El futur dels Estats Units descansa en mil somnis dins dels vostres cors. Es basa en el missatge d'esperança en les cançons d'un home que tants joves nord-americans admiren: el de Nova Jersey, Bruce Springsteen». Dues nits més tard, en un concert a Pittsburgh, Springsteen va dir a la multitud: «Bé, el president estava esmentant el meu nom en el seu discurs l'altre dia i em vaig arribar a preguntar quin devia ser el seu àlbum preferit, saps? No crec que fos l'àlbum Nebraska; no crec que l'hagi estat escoltant». Després va començar a tocar "Johnny 99", amb les seves al·lusions al tancament de fàbriques i delinqüents.
"Dancing in the Dark" va ser el més venut dels set senzills de Born in the U.S.A., aconseguint el segon lloc a la llista de senzills Billboard. El vídeo de la cançó mostrava una jove Courteney Cox ballant a l'escenari amb Springsteen, la qual cosa va ajudar a començar la carrera de l'actriu. La cançó "Cover Me" va ser escrita per Springsteen per a Donna Summer, però la seva companyia discogràfica el va persuadir perquè la guardés per al nou àlbum. Gran fan del treball de Summer, Springsteen va escriure una altra cançó per a ella, "Protection". Els vídeos de l'àlbum van ser dirigits per Brian De Palma i John Sayles. Springsteen va tocar a la cançó "We Are the World" i a l'àlbum, el 1985. La seva cançó en directe "Trapped" d'aquest àlbum va rebre una emissió moderada a les 40 principals emissores dels Estats Units, a més d'assolir el número 1 a la llista Billboard Top Rock Tracks.
El període posterior a la publicació de Born in the U.S.A. va representar el punt àlgid de la visibilitat de Springsteen a la cultura popular i el públic més ampli al qual mai arribaria (ajudat pel llançament dels remixs d'Arthur Baker de tres dels senzills). Del 15 de juny al 10 d'agost de 1985, tots els seus àlbums van aparèixer a la UK Albums Chart: la primera vegada que un artista va tenir tot el seu catàleg a les llistes simultàniament.
Va continuar amb la publicació del quíntuple àlbum (també en tres cassets o tres CD) Live 75-85 a finals de 1986, que recollia la seva trajectòria en directe des dels inicis amb la E Street Band, i es va convertir en el primer recopilatori que s'estrenava al número 1 de les llistes d'àlbums dels Estats Units. És un dels àlbums en directe amb més èxit comercial de tots els temps, i finalment en va vendre 13 milions d'unitats als Estats Units. Durant la dècada de 1980, es van llançar diversos fanzines de Springsteen, incloent Backstreets.

### Tunnel of Love i activisme (1987-1991)
El 1987 va publicar Tunnel of Love, que ens presentava un Springsteen més romàntic i íntim. Amb aquest títol va ser número u de manera fulgurant, i va significar la dissolució de la E Street Band després de la gira. Durant la gira es va fer públic el trencament del seu matrimoni amb la model Julianne Phillips, i es començava a rumorejar sobre un possible idil·li amb la recentment incorporada a la banda Patti Scialfa, per les apassionades interpretacions de temes com Tunnel of Love o Tougher Than the Rest.

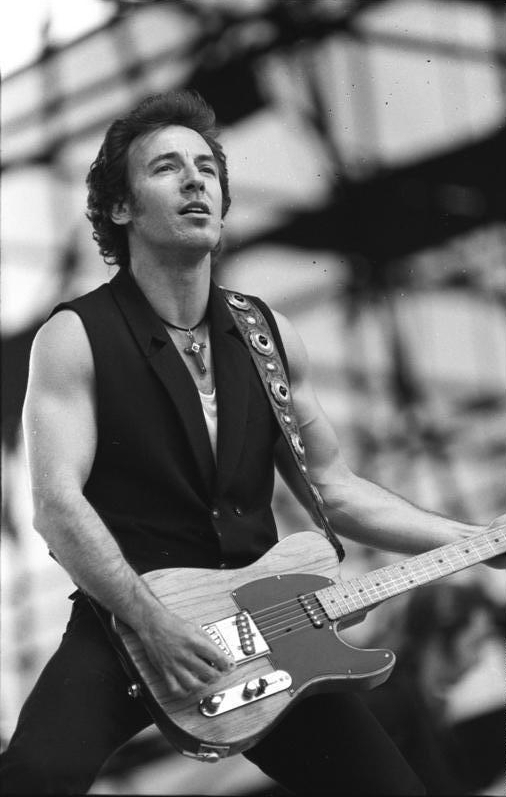
Springsteen actuant a la gira Tunnel of Love Express al Velòdrom Weißensee a Berlín Est, el 19 de juliol de 1988.

El 19 de juliol de 1988, el concert de Springsteen a Alemanya de l'Est va atreure 300.000 espectadors. El periodista Erik Kirschbaum el va qualificar com «el concert de rock més important que hi ha hagut mai enlloc», al seu llibre de 2013 Rocking the Wall. Bruce Springsteen: The Berlin Concert That Changed the World. El concert havia estat ideat per l'ala juvenil del Partit Socialista Unificat en un intent d'aplacar els joves d'Alemanya de l'Est, que tenien ganes de més llibertat i de música popular d'Occident. No obstant això, és l'opinió de Kirschbaum que l'èxit del concert va catalitzar l'oposició al règim d'Alemanya de l'Est, i va contribuir a la caiguda del mur de Berlín l'any següent.
Més tard, el 1988, Springsteen va encapçalar la gira mundial Human Rights Now! per a Amnistia Internacional. A finals de 1989, va dissoldre l'E Street Band.

### Bandes sonores i recopilatori (1992-1998)
A partir de 1991, ja casat amb Scialfa, inicia un camí més acústic i intimista, d'imatge de Bob Dylan, per qui el cantant tenia una gran admiració, que es reflecteix en discs com Human touch (1992) o Lucky town (1992). Reflecteixen l'estabilitat i felicitat assolides en el seu matrimoni MTV plugged (1993) i sobretot The ghost of Tom Joad (1995), molt en la línia de Nebraska.
El 1994 va obtenir un Oscar de Hollywood per la cançó Streets of Philadelphia inclosa a la banda sonora de la pel·lícula Philadelphia (1992), dirigida per Jonathan Demme.
El 1995 es va editar Greatest Hits un recopilatori de les seves millors cançons fins a la data i quatre temes nous gravats al costat de la E Street Band. Aquest va ser el principi de la seva definitiva reunió amb la seva antiga banda. Poc després, el 1996, es va editar un DVD titulat Blood Brothers que recull el retrobament i l'enregistrament al costat de la E Street Band.
El 1998 va editar una recopilatori de quatre CD que incloïen una àmplia selecció de material descartat al llarg de la seva carrera; un material que, per una raó o una altra, no encaixava en els seus anteriors treballs, però que tanmateix hauria justificat la carrera sencera de qualsevol músic. Aquest àlbum li va servir per a tornar als escenaris al costat de la E Street Band en una gira mundial (Reunion Tour), de la qual va sortir Live in New York City, àlbum i DVD en directe, gravats durant les onze nits consecutives que va actuar al Madison Square Garden de la ciutat de Nova York.

### The Rising,Devils and Dusti altres publicacions (1999-2011)
Ja al nou segle, es produeix un gir important en la seva carrera, quan grava l'àlbum The Rising (2002) amb un nou productor, Brendan O'Brien. El canvi de so és evident i torna a les arrels del seu rock més pur i demolidor, incorporant nous instruments i harmonies. Part de les lletres estan inspirades en els atemptats de l'11 de setembre a Nova York. Quan la crítica ja enterrava Springsteen, aquest va ressorgir amb un disc i una gira memorables. L'èxit va ser rotund i va propiciar una nova gira mundial (la seva gira més extensa des de Tunnel of Love Express el 1987), de la qual surt el DVD "Live In Barcelona", que recull el concert gravat el 16 d'octubre de 2002 al Palau Sant Jordi.
El 2005 surt al mercat Devils and Dust, amb un estil molt semblant al LP "The Ghost of Tom Joad", que ha seguit una espectacular gira en solitari. La cançó que dona nom al disc tracta dels sentiments d'un soldat durant la invasió d'Iraq de 2003 per part dels Estats Units. L'àlbum va ser el número 1 a deu països (Estats Units, Àustria, Suïssa, Suècia, Dinamarca, Itàlia, Alemanya, Holanda, el Regne Unit i Irlanda).
Tot just acabar la seva gira s'involucrà en la creació d'un disc folk que homenatja totes aquelles cançons que van ser l'essència de la música nord-americana del segle xx i en especial un dels seus màxims exponents, Pete Seeger, publicant el mes d'abril de 2006 el disc We Shall Overcome: The Seeger Sessions.
La particularitat d'aquest disc rau en el fet que Springsteen no toca amb la seva banda habitual, la E Street Band, sinó que ho fa amb una de nova, tot i que dos dels músics de la E Street Band hi participen (Soozie Tyrell i Patti Scialfa). Al 3 d'octubre del 2006, apareix una nova versió del disc We Shall Overcome, l'anomenada American Land Edition, amb cinc cançons noves. Springsteen es va embarcar en una gira de concerts que va durar sis mesos amb la Seeger Sessions Band, de la qual va sortir el DVD Live In Dublin.
El 2 d'octubre de 2007 va sortir a la venda Magic, en què van participar tots els membres de la E Street Band. El disc destaca per la seva clara diferenciació amb The Rising, últim disc amb la E Street Band, i per una tornada als seus orígens rockers, amb grans dosis de pop i rock. El 19 i 20 de juliol de 2008 Bruce Springsteen torna a trepitjar els escenaris de Barcelona.
Springsteen va donar suport a la campanya presidencial de Barack Obama de 2008. Va fer actuacions acústiques en solitari en suport de la campanya d'Obama durant tot el 2008, que va culminar amb un míting el 2 de novembre en què va estrenar la cançó "Working on a Dream" en un duet amb Scialfa.
Després de la victòria electoral d'Obama el 4 de novembre, la cançó de Springsteen "The Rising" va ser la primera cançó que es va tocar pels altaveus després del discurs de la victòria d'Obama al Grant Park de Chicago. Springsteen va ser el teloner musical de la celebració inaugural d'Obama el 18 de gener de 2009, a la qual van assistir més de 400.000 persones. Va interpretar "The Rising" amb un cor totalment femení. Més tard va interpretar "This Land Is Your Land" de Woody Guthrie amb Pete Seeger.
L'àlbum Working on a Dream, dedicat a la memòria de Danny Federici, va ser publicat a finals de gener de 2009. La gira de suport va tenir lloc des d'abril fins a novembre d'aquell any. La banda va fer cinc espectacles finals al Giants Stadium, obrint amb una nova cançó que destacava l'històric estadi i les arrels de Springsteen, anomenada "Wrecking Ball". Un DVD de la gira, anomenat London Calling: Live in Hyde Park, es va publicar el 2010.
La dècada del 2000 va acabar amb Springsteen nomenat com un dels vuit artistes més rellevants de la dècada, per la revista Rolling Stone. A més a més, les seves gires van situar Springsteen en quart lloc entre els artistes que més recaptació total aconseguien pels seus concerts durant la dècada.
Clarence Clemons, el saxofonista i membre fundador de l'E Street Band, va morir el 18 de juny de 2011 per les complicacions sorgides arran d'un ictus.

### Autobiografia, espectacle de Broadway i altres treballs (2012-present)

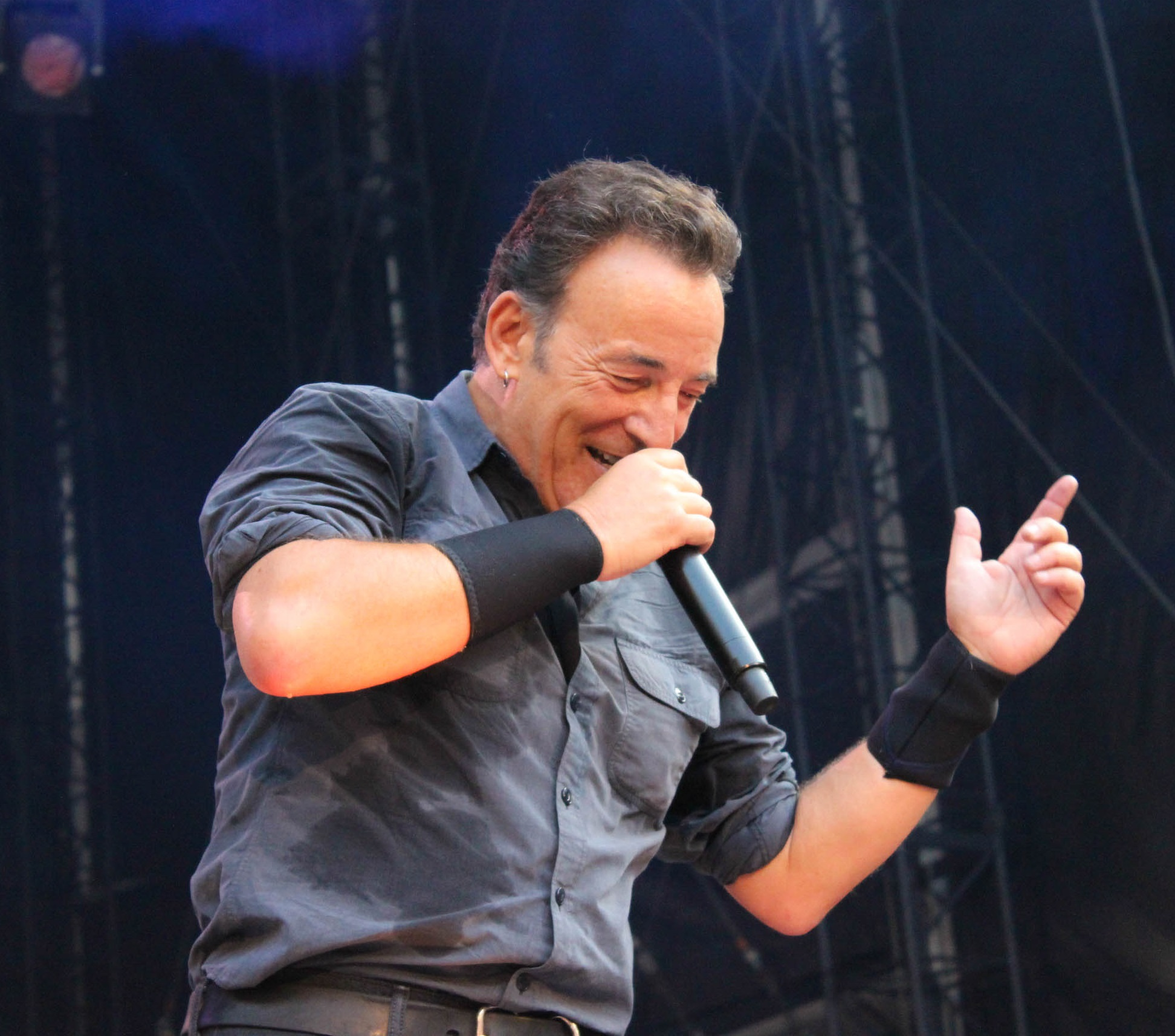
Springsteen a Mönchengladbach el 2013.

El dissetè àlbum d'estudi de Springsteen, Wrecking Ball, va ser llançat el 6 de març de 2012. L'àlbum consta d'onze temes més dos temes addicionals. Tres cançons anteriorment només estaven disponibles com a versions en directe: "Wrecking Ball", "Land of Hope and Dreams" i "American Land". Wrecking Ball es va convertir en el desè àlbum número 1 de Springsteen als Estats Units, empatant amb Elvis Presley en tercera posició d'artista o grup amb més àlbums número 1 de tots els temps, només superats pels Beatles (19) i Jay Z (12).
L'any 2012 es va publicar el llibre "Bruce", una biografia de Bruce Springsteen escrita per Peter Ames Carlin. El 20 de desembre de 2016 va aparèixer en una entrevista a la televisió feta per Jeffrey Brown, on va explicar els passatges més vívids de la seva joventut: la nit en què, amb 19 anys, va decidir deixar enrere els carrers de la seva infantesa.
Springsteen va llançar el seu divuitè àlbum d'estudi, High Hopes, el 14 de gener de 2014. El primer senzill i vídeo eren d'una versió recentment gravada de la cançó del mateix títol, que Springsteen havia gravat prèviament el 1995. L'àlbum va ser el primer de Springsteen en què totes les cançons eren versions. High Hopes es va convertir en l'onzè àlbum número 1 de Springsteen als EUA i en el seu desè al Regne Unit.
El 27 de setembre de 2016, Simon & Schuster van publicar la seva autobiografia de 500 pàgines, Born to Run. El llibre va pujar ràpidament a la part superior de la llista dels més venuts del NY Times.
El juny de 2017 sorgeix Springsteen on Broadway, un espectacle de vuit setmanes al Walter Kerr Theatre de Broadway a la ciutat de Nova York, durant la tardor d'aquell any. L'espectacle incloïa Springsteen llegint fragments de la seva autobiografia del 2016 Born to Run, i interpretant altres records parlats.
Originalment programat per tenir funcions del 12 d'octubre al 26 de novembre, l'espectacle es va ampliar tres vegades; l'última actuació va tenir lloc el 15 de desembre de 2018.
Per la producció de Springsteen de Springsteen on Broadway, va ser guardonat amb un Premi Tony especial als 72ns Premis Tony el 2018.
El 14 de desembre de 2018 es va publicar l'àlbum en directe Springsteen on Broadway. L'àlbum va arribar al top 10 de més de deu països i va ser número 11 als Estats Units.
El dinovè àlbum d'estudi de Springsteen, Western Stars, es va publicar el 14 de juny de 2019.
El 23 de juliol de 2019 es va anunciar que Springsteen estrenaria la seva pel·lícula, Western Stars, al Toronto Film Festival el setembre de 2019. Va codirigir la pel·lícula juntament amb el seu col·laborador Thom Zimny. La pel·lícula compta amb Springsteen i la seva banda de suport interpretant la música de Western Stars a un públic en directe. La pel·lícula es va estrenar als cinemes el 25 d'octubre de 2019, i la banda sonora de la pel·lícula també es va publicar aquell mateix dia.
El 29 de maig de 2020, Springsteen va aparèixer de forma remota durant un concert en directe sense públic dels Dropkick Murphys al Fenway Park a Boston. Springsteen va interpretar la cançó de Dropkick Murphy "Rose Tattoo" i la seva cançó "American Land", compartint la veu amb Ken Casey en ambdues cançons. L'esdeveniment va marcar la primera actuació musical sense públic presencial en un estadi important dels Estats Units, durant la pandèmia de la COVID-19. Durant la transmissió en directe, es va animar els espectadors a fer donacions benèfiques. La transmissió en directe va atreure més de nou milions d'espectadors i va recaptar més de 700.000 dòlars.
El 10 de setembre de 2020, Springsteen va llançar el senzill "Letter to You". El senzill "Ghosts" es va publicar el 24 de setembre de 2020. El vintè disc d'estudi de Springsteen, Letter to You, es va publicar el 23 d'octubre de 2020. Springsteen també va publicar un documental igualment titulat "Letter to You" el 23 d'octubre. El documental es va rodar exclusivament en blanc i negre i va ser dirigit per Thom Zimny. L'àlbum Letter to You inclou dotze cançons i dura poc menys d'una hora.
El 7 de juny de 2021, Springsteen va anunciar que els seus espectacles Springsteen a Broadway tornarien per una edició limitada al St. James Theatre des del 26 de juny de 2021.

Bruce Springsteen durant un concert a Seattle, Washington, el febrer de 2023.

El 24 de maig de 2022, es va anunciar que llançaria una gira internacional amb l'E Street Band el 2023, la primera des del 2017.
El 29 de setembre de 2022, Springsteen va anunciar que el seu vint-i-unè àlbum d'estudi, Only the Strong Survive, seria llançat l'11 de novembre de 2022. L'àlbum inclou quinze versions de cançons clàssiques de música soul dels anys seixanta i setanta, i va ser precedida pels senzills "Do I Love You (Indeed I Do)", "Nightshift", "Don't Play That Song" i "Turn Back the Hands of Time".

## Vida personal
Springsteen va sortir amb l'actriu Joyce Hyser durant quatre anys a principis dels anys vuitanta. Anteriorment, havia sortit amb la fotògrafa Lynn Goldsmith i la model Karen Darvin.
Springsteen va conèixer Patti Scialfa al The Stone Pony, un bar de Nova Jersey, a principis de la dècada dels anys vuitanta, una nit en què estava actuant al costat del seu amic Bobby Bandiera, amb qui havia escrit "Almenys We Got Shoes" per a Southside Johnny. A Springsteen li va agradar la seva veu, i després de l'actuació es va presentar. Aviat van començar a passar temps junts i es van fer amics.
A principis de 1984, Springsteen va demanar a Scialfa que s'unís a l'E Street Band per a la següent gira Born in the U.S.A. Segons el llibre Bruce de Peter Ames Carlin, semblaven a punt de convertir-se en parella durant la primera etapa de la gira; però, Springsteen va ser presentat a l'actriu Julianne Phillips i s'hi va casar poc després de la mitjanit del 13 de maig de 1985, a l'església catòlica Our Lady of the Lake de Lake Oswego, Oregon.
D'ambients oposats, la parella tenia una diferència d'edat d'11 anys i els viatges de Springsteen van afectar la seva relació. Moltes de les cançons de Tunnel of Love descriuen la infelicitat que va sentir en la seva relació amb Phillips. La gira de Tunnel of Love Express va començar a finals de febrer de 1988 i Springsteen va convèncer Scialfa de tornar-se a unir a la gira. Al principi va expressar reticències perquè volia començar a gravar el seu primer àlbum en solitari, però quan li va dir que la gira seria curta, va acceptar ajornar el seu propi disc en solitari per unir-se a la gira. La primavera de 1987, Springsteen es va separar de la seva dona, Julianne Phillips, i Scialfa i Springsteen van començar a viure junts poc després. Citant diferències irreconcilables, Phillips va sol·licitar el divorci a Los Angeles el 30 d'agost de 1988, i van arribar a un acord al desembre i es va finalitzar l'1 de març de 1989. No van tenir fills.
Springsteen va rebre crítiques de la premsa per l'aparent pressa en què ell i Scialfa van començar la seva relació. En una entrevista de 1995 a The Advocate, va dir a Judy Wieder sobre la publicitat negativa que va rebre la parella posteriorment: «És una societat estranya que assumeix que té dret a dir a la gent a qui hauria d'estimar i a qui no. Però la veritat és que bàsicament vaig ignorar-los tot el que vaig poder. Vaig dir: "Bé, l'únic que sé és que això em sembla real, i potser tinc un embolic aquí d'alguna manera, però així és la vida"». Anys més tard, va reflexionar: «'No vaig protegir Juli... algun tipus d'anunci públic hauria estat just, però em sentia massa preocupat per la meva pròpia privadesa. Ho vaig portar malament, i encara em sento malament per això. Va ser cruel per a la gent conèixer-ho de la forma en què ho van fer.'»
Scialfa i Springsteen van viure al principi a Nova Jersey i després breument a Nova York, abans de traslladar-se a Los Angeles, on van decidir formar una família. El 25 de juliol de 1990, van tenir el primer fill, Evan James Springsteen. Es van casar el 8 de juny de 1991 a la seva casa de Los Ángeles en una cerimònia on només van assistir-hi la família i els amics més propers. La seva segona filla, Jessica Rae Springsteen, va néixer el 30 de desembre de 1991; i el tercer, Samuel Ryan Springsteen, el 5 de gener de 1994. La família va tornar a Nova Jersey a principis dels anys noranta i ara viuen a Colts Neck, Nova Jersey. També tenen casa a Rumson (Nova Jersey), Wellington (Florida), a prop de West Palm Beach, i Los Angeles.
El 17 de juliol de 2022, Springsteen i Scialfa es van convertir en avis per primera vegada quan el seu fill Sam i la seva promesa van tenir una filla.

### Salut
Springsteen ha evitat les drogues dures tota la seva vida. El seu company de banda Steven Van Zandt va dir el 2012: «[Springsteen és] l'únic home que conec, crec que l'únic que conec en absolut, que mai es va drogar». Ha parlat de les seves lluites amb la depressió, que va començar a abordar als seus 30 anys després d'anys de negació. Durant aquest temps, també es va frustrar per ser un «addicte al menjar ràpid» amb baix pes que va haver de ser ajudat a sortir de l'escenari després d'un espectacle a causa de la seva mala salut i, per tant, va començar a seguir una dieta majoritàriament vegetariana mentre feia sis milles (gairebé 10 quilòmetres) amb una cinta de córrer i aixecava peses tres vegades per setmana. Un article de 2019 Consequence celebrant el seu 70è aniversari va revelar que encara mantenia llavors aquesta rutina i dieta.

### Punts de vista
Mentre rebutjava la religió en els seus primers anys, Springsteen va declarar a la seva autobiografia del 2016 Born to Run: «Tinc una relació personal amb Jesús. Crec en el seu poder per salvar, estimar […] però no maleir.» Pel que fa al seu catolicisme no practicant, va afirmar que «va arribar a entendre amb tristesa i perplexitat que una vegada que ets catòlic, sempre ets catòlic». Va explicar: «No participo de la meva religió, però sé que en algun lloc... en el fons... encara estic a l'equip».
En una entrevista de 2017 amb Tom Hanks, Springsteen va admetre que va ser evasor d'impostos al començament de la seva carrera, afirmant que el govern no parava molta atenció als seus impostos fins que va aparèixer a la portada de la revista Time l'any 1975. Gairebé tots els seus ingressos durant els següents anys es van destinar a pagar els seus impostos, la qual cosa va fer que només li quedessin 20.000 dòlars pel seu 30è aniversari, malgrat múltiples discos i gires de gran èxit.

## Discografia
En total, Springsteen té vint-i-un àlbums d'estudi, setanta-set senzills, set Extended Plays, vint-i-tres àlbums en directe, i vuit àlbums de recopilació. Ha venut més de cent cincuanta milions d'àlbums arreu del món, el qual el situa entre els artistes musicals amb més vendes de la història.
| - 1973: Greetings from Asbury Park, N.J. - 1973: The Wild, the Innocent & the E Street Shuffle - 1975: Born to Run - 1978: Darkness on the Edge of Town - 1980: The River - 1982: Nebraska - 1984: Born in the U.S.A. - 1987: Tunnel of Love - 1992: Human Touch - 1992: Lucky Town - 1995: The Ghost of Tom Joad - 2002: The Rising - 2005: Devils & Dust - 2006: We Shall Overcome: The Seeger Sessions - 2007: Magic - 2009: Working on a Dream - 2012: Wrecking Ball - 2014: High Hopes - 2019: Western Stars - 2020: Letter to You - 2022: Only the Strong Survive | - 1986 – Live/1975-85, quíntuple - 1993 – In Concert MTV Plugged - 2001 – Live in New York City, doble - 2006 – Hammersmith Odeon London '75, doble - 2007 – Bruce Springsteen with the Sessions Band: Live in Dublin, doble - 2018 – Springsteen on Broadway, doble - 2019 – Western Stars. Songs from the Film - 2021 – The Legendary 1979 No Nukes Concerts, doble - 1995 – Greatest Hits, recopilació que conté cançons noves - 1998 – Tracks, quadruple, recopilació d'inèdits - 1999 – 18 Tracks, recopilació d'inèdits - 2003 – The Essential Bruce Springsteen, triple, recopilació amb inèdits - 2009 – Greatest Hits - 2010 – The Promise, dople, recopilació d'inèdits - 2013 – Collection: 1973-2012 - 2016 – Chapter and Verse, recopilació amb inèdits |

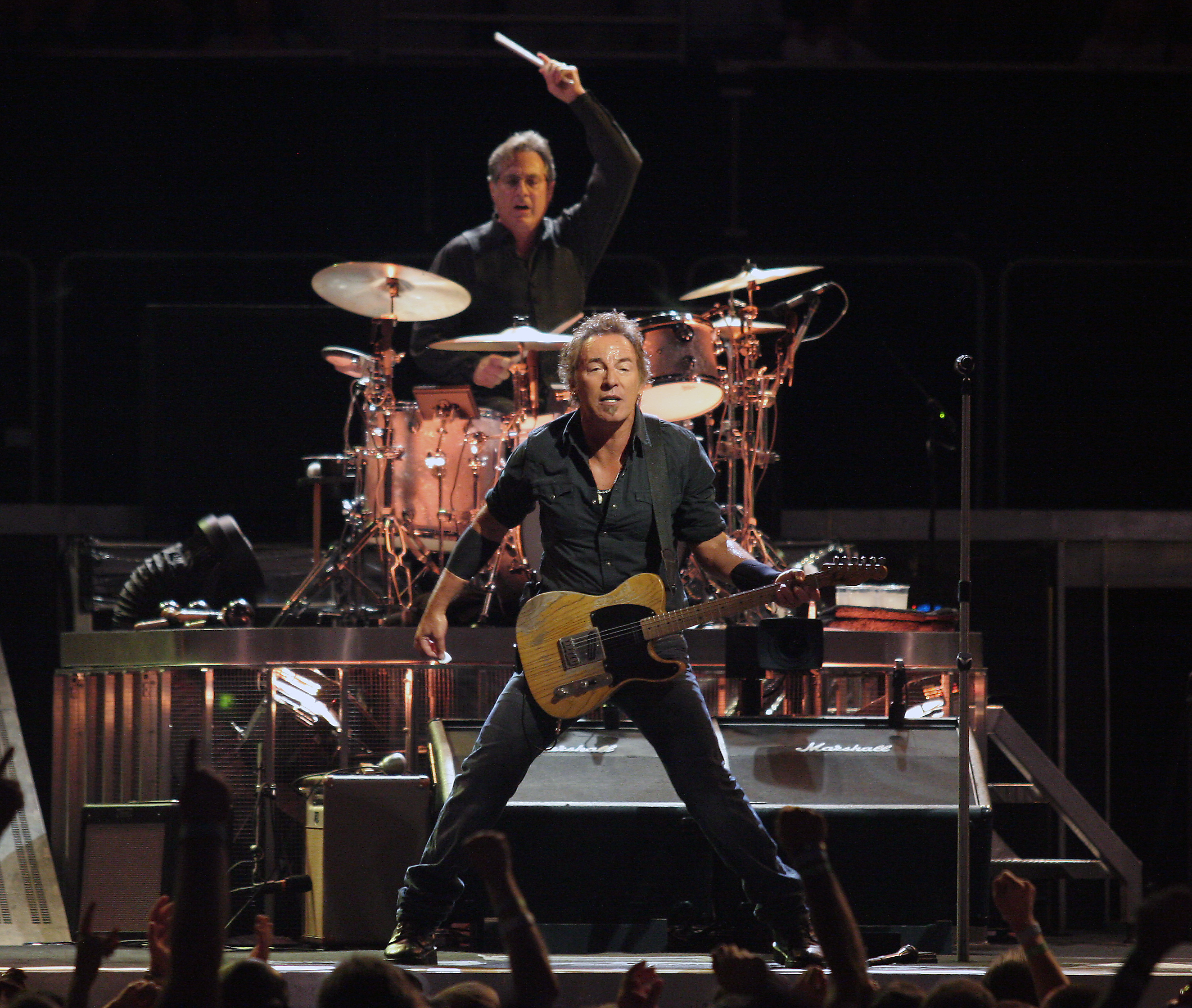
Springsteen a l'escenari amb el bateria Max Weinberg darrere d'ell, durant l'etapa a Jacksonville (Florida) del Magic Tour a la Veterans Memorial Arena, el 18 d'agost de 2008

### Discografia no oficial
Bruce Springsteen ha estat un dels artistes de rock més afectats pel fenomen dels discos pirates (o bootleg) des de finals dels setanta: l'èxit aconseguit pel seu llargs concerts van afavorir la distribució de discos no oficials que contenien les gravacions de les seves actuacions en directe. Els bootlegs van ser també durant anys l'únic mitjà a través del qual es van difondre les nombroses cançons de l'artista que, després de ser descartades dels àlbums d'estudi, es van continuar incloent amb regularitat en concerts.

## Guardons

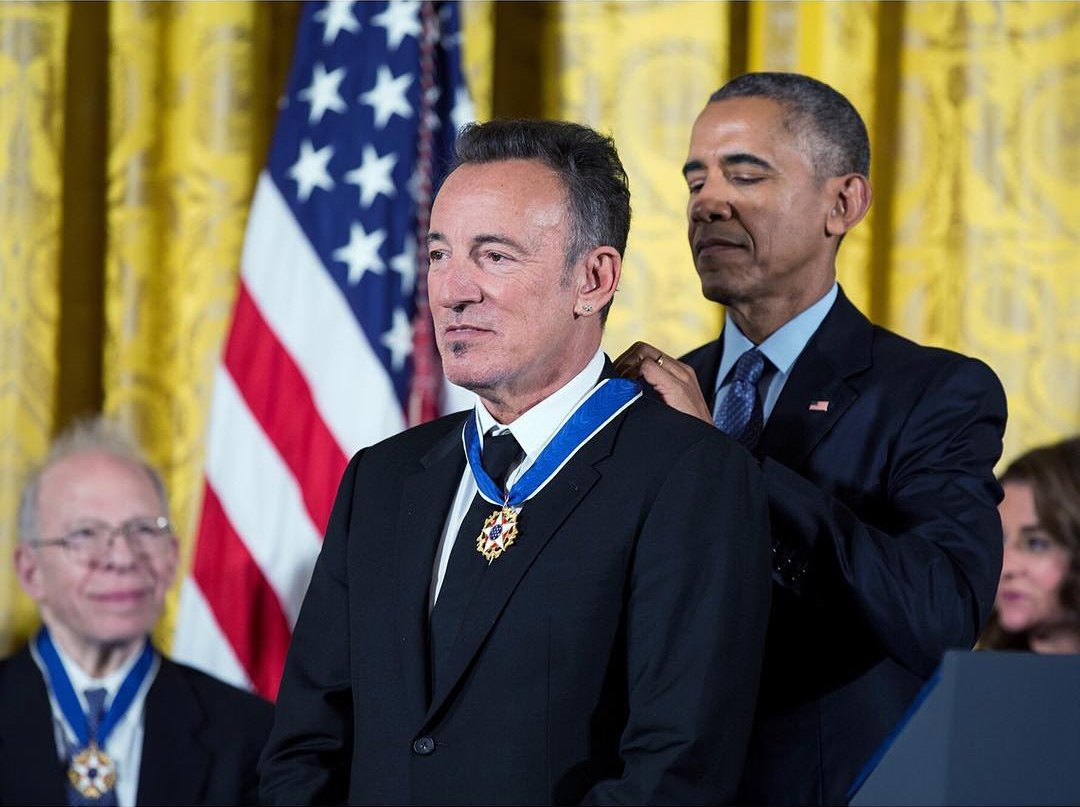
Bruce Springsteen rebent la Medalla Presidencial de la Llibertat a mans del President Barack Obama

### Premis de l'Acadèmia (Oscars)
| Any  | Obra                      | Premi                            | Resultat  |
| ---- | ------------------------- | -------------------------------- | --------- |
| 1994 | "Streets of Philadelphia" | Oscar a la millor cançó original | Guanyador |
| 1996 | "Dead Man Walking"        | Oscar a la millor cançó original | Nominat   |

### Globus d'Or
| Any  | Obra                      | Premi                                  | Resultat  |
| ---- | ------------------------- | -------------------------------------- | --------- |
| 1994 | "Streets of Philadelphia" | Globus d'Or a la millor cançó original | Guanyador |
| 2009 | "The Wrestler"            | Globus d'Or a la millor cançó original | Guanyador |

### Premis Grammy
Springsteen ha guanyat 20 premis Grammy d'un total de 50 nominacions.
| Any  | Obra                                                                       | Premi                                                                 | Resultat  |
| ---- | -------------------------------------------------------------------------- | --------------------------------------------------------------------- | --------- |
| 1981 | "Devil with the Blue Dress"/ "Good Golly Miss Molly" / "Jenny Take a Ride" | Millor interpretació vocal masculina de rock                          | Nominat   |
| 1982 | The River                                                                  | Millor interpretació vocal masculina de rock                          | Nominat   |
| 1985 | "Dancing in the Dark"                                                      | Gravació de l'any                                                     | Nominat   |
| 1985 | "Dancing in the Dark"                                                      | Millor interpretació vocal masculina de rock                          | Guanyador |
| 1985 | Born in the U.S.A.                                                         | Àlbum de l'any                                                        | Nominat   |
| 1986 | "Born in the U.S.A."                                                       | Gravació de l'any                                                     | Nominat   |
| 1988 | "Tunnel of Love"                                                           | Millor interpretació vocal de rock                                    | Guanyador |
| 1988 | "Brilliant Disguise"                                                       | Millor interpretació vocal masculina de Pop                           | Nominat   |
| 1988 | "Paradise By The "C""                                                      | Millor interpretació instrumental de rock (orquestra, grup o solista) | Nominat   |
| 1993 | "Human Touch"                                                              | Millor cancó de Rock                                                  | Nominat   |
| 1993 | Human Touch                                                                | Millor interpretació vocal masculina de rock                          | Nominat   |
| 1995 | "Streets of Philadelphia" (de la pel·lícula Filadèlfia)                    | Best Rock Song                                                        | Guanyador |
| 1995 | "Streets of Philadelphia" (de la pel·lícula Filadèlfia)                    | Millor interpretació vocal masculina de rock                          | Guanyador |
| 1995 | "Streets of Philadelphia" (de la pel·lícula Filadèlfia)                    | Cançó de l'any                                                        | Guanyador |
| 1995 | "Streets of Philadelphia" (de la pel·lícula Filadèlfia)                    | Millor cançó escrita per a mitjans visuals                            | Guanyador |
| 1995 | "Streets of Philadelphia" (de la pel·lícula Filadèlfia)                    | Gravació de l'any                                                     | Nominat   |
| 1997 | "Dead Man Walkin'"                                                         | Millor interpretació vocal masculina de rock                          | Nominat   |
| 1997 | Blood Brothers                                                             | Millor vídeo musical de format llarg                                  | Nominat   |
| 1997 | The Ghost of Tom Joad                                                      | Millor àlbum de Folk                                                  | Guanyador |
| 1998 | "Thunder Road"                                                             | Millor interpretació vocal masculina de rock                          | Nominat   |
| 2000 | "The Promise"                                                              | Millor cançó de Rock                                                  | Nominat   |
| 2000 | "The Promise"                                                              | Millor interpretació vocal masculina de rock                          | Nominat   |
| 2003 | The Rising                                                                 | Àlbum de l'any                                                        | Nominat   |
| 2003 | The Rising                                                                 | Millor àlbum de Rock                                                  | Guanyador |
| 2003 | "The Rising"                                                               | Cançó de l'any                                                        | Nominat   |
| 2003 | "The Rising"                                                               | Millor interpretació vocal masculina de rock                          | Guanyador |
| 2003 | "The Rising"                                                               | Millor cançó de Rock                                                  | Guanyador |
| 2004 | "Disorder in The House" (amb Warren Zevon)                                 | Millor actuació de rock d'un duo o grup amb veus                      | Guanyador |
| 2005 | "Code of Silence"                                                          | Millor interpretació vocal de rock en solitari                        | Guanyador |
| 2006 | Devils & Dust                                                              | Millor àlbum de Folk                                                  | Nominat   |
| 2006 | Devils & Dust                                                              | Millor vídeo musical de format llarg                                  | Nominat   |
| 2006 | "Devils & Dust"                                                            | Cançó de l'any                                                        | Nominat   |
| 2006 | "Devils & Dust"                                                            | Millor cançó de Rock                                                  | Nominat   |
| 2006 | "Devils & Dust"                                                            | Millor interpretació vocal de rock en solitari                        | Guanyador |
| 2007 | We Shall Overcome: The Seeger Sessions                                     | Millor àlbum de Folk                                                  | Guanyador |
| 2007 | "Wings for Wheels: The Making of Born to Run"                              | Millor video musical                                                  | Guanyador |
| 2008 | Magic                                                                      | Millor àlbum de Rock                                                  | Nominat   |
| 2008 | "Radio Nowhere"                                                            | Millor interpretació vocal de rock en solitari                        | Guanyador |
| 2008 | "Radio Nowhere"                                                            | Millor cançó de Rock                                                  | Guanyador |
| 2008 | "Once Upon a Time in the West"                                             | Millor interpretació instrumental de rock                             | Guanyador |
| 2009 | "Girls in Their Summer Clothes"                                            | Millor cançó de Rock                                                  | Guanyador |
| 2009 | "Girls in Their Summer Clothes"                                            | Millor interpretació vocal de rock en solitari                        | Nominat   |
| 2010 | "The Wrestler" (de la pel·lícula 'The Wrestler')                           | Millor cançó escrita per a mitjans visuals                            | Nominat   |
| 2010 | "Sea of Heartbreak" (amb Rosanne Cash)                                     | Millor col·laboració pop amb veus                                     | Nominat   |
| 2010 | "Working on a Dream"                                                       | Millor cançó de Rock                                                  | Nominat   |
| 2010 | "Working on a Dream"                                                       | Millor interpretació vocal de rock en solitari                        | Guanyador |
| 2013 | "We Take Care of Our Own"                                                  | Millor interpretació de Rock                                          | Nominat   |
| 2013 | "We Take Care of Our Own"                                                  | Millor cançó de Rock                                                  | Nominat   |
| 2013 | Wrecking Ball                                                              | Millor àlbum de Rock                                                  | Nominat   |
| 2018 | Born to Run                                                                | Millor àlbum parlat                                                   | Nominat   |

### Honors
- Medalla Presidencial de la Llibertat[114]
- Kennedy Center Honors[115]